# Giuseppe Beccarelli
Giuseppe Beccarelli (Pontoglio, 1666 – Venezia, 5 luglio 1716) è stato un religioso italiano, protagonista di un clamoroso processo per sodomia ed eresia, che fece discutere ben al di fuori della città di Brescia, addirittura in tutta Italia.

## Biografia
Figlio di un sarto, Giuseppe Beccarelli nacque nel 1666 a Pontoglio, un comune bresciano al confine con la provincia di Bergamo. Si trasferì a Urago d'Oglio e poi a Brescia, dove  «studiò qualche cosa, e a procurarsi congruo sostentamento vestì subito da prete e servì in qualche casa nel condurre teneri figlioli alle scole e insegnar loro da sé».
Sappiamo che acquisì nome e credito sul finire del Seicento, con l'apertura, presso il palazzo del nobile Cesare Martinengo a Brescia, di un collegio sul modello di quello dei Gesuiti.
Il collegio ebbe molta fortuna e in breve fu frequentato da giovani nobili bresciani e non. Beccarelli parve possedere un talento particolare nell'educazione dei giovani, tanto che un manoscritto afferma che un collegiale non voleva tornare presso i suoi genitori per un periodo di vacanza per stare vicino all'educatore. Don Giuseppe divenne pure il confessore di molte giovani nobildonne.
La fortuna nell'organizzazione del collegio e le amicizie altolocate incominciarono però a procuragli inimicizie soprattutto tra i "concorrenti": i Padri Filippini e i Gesuiti. Non mancò allora chi spargesse la voce che l'educazione dei suoi allievi non andava esente da sospetti di eresia quietistica.

## La prima inchiesta
Scattò così una prima inchiesta nei suoi confronti, che si interruppe solo per la morte del vescovo Gradenigo, nel 1698. Ma già nel 1701 le voci e le manovre erano riprese a tal punto che l'educandato venne chiuso per intervento del governo di Venezia (città sotto il cui dominio si trovava allora Brescia).
Beccarelli s'adoperò con tutte le sue facoltà per riaprire il collegio. Dedicò al nuovo vescovo di Brescia Dolfìn una commedia intitolata La metamorfosi della modestia e, forte dell'appoggio dei nobili bresciani, riuscì nel suo intento: il collegio riaprì sotto il nome e la direzione di un sacerdote suo discepolo.

## La seconda inchiesta e l'imputazione
Nel 1706, dopo due anni di vacanza del soglio vescovile cittadino, fu eletto il cardinale Giovanni Badoer, molto vicino ai Gesuiti. La nuova lotta contro l'eresia colpì infine il nuovo collegio Beccarelli, chiuso il 30 maggio 1708 su ordine del Podestà bresciano.
Dopo cinque giorni il prete fu arrestato e condotto dapprima "in un luogo segreto" e poi in un torrione del castello di Brescia, dove fu custodito a vista e dove gli fu proibito di scrivere lettere.

## Si apre il processo
Nell'aprile dell'anno successivo si aprì infine il processo nei suoi confronti. Beccarelli ritenne che i giudici ecclesiastici fossero mal disposti verso di lui e tentò una mossa disperata e controcorrente, per quei tempi, chiedendo di essere processato dai tribunali laici anziché dal tribunale ecclesiastico. Ma il Senato di Venezia, per intercessione del vescovo stesso, respinse la richiesta.
Messo alle strette e rimasto solo, Beccarelli confessò una vasta serie di "proposizioni ereticali", ma questo non bastò a Badoer, che lo fece torturare perché confessasse altro ancora.
Il prete allora, sotto tortura, ammise di aver affermato:
Anche queste affermazioni, secondo la dottrina religiosa, erano eretiche.
Alla fine del processo Beccarelli fu costretto ad abiurare in pubblica piazza a Brescia e fu condannato il 13 settembre 1710 a sette anni di galera.
Tra i reati contestati spiccava quello di sodomia, compiuto con i giovani sottoposti alla sua sorveglianza, come spiega un manoscritto conservato presso la Biblioteca Civica di Brescia (Ristretto del processo formale contro Giuseppe Beccarelli), che ci informa del fatto che tra i reati imputati al Beccarelli ci fosse quanto segue:
Anche per questo motivo il 17 luglio 1711 il Consiglio dei Dieci di Venezia vagliò il processo e ne inasprì la pena, condannando Beccarelli al carcere a vita.
E nei Piombi, uno dei carceri di "massima sicurezza" del Palazzo Ducale di Venezia, Padre Giuseppe Beccarelli morì, il 5 luglio 1716.
I suoi due fratelli Bernardino e Giambattista cambiarono il cognome in Beltrami: a tal punto ormai il nome stesso era disonorante.

## Opere
- La metamorfosi della modestia, Roma, Stamperia di Giò Francesco Buagni, 1700